# 봄의 분류
《봄의 분류》(The Torrents of Spring, -奔流) 또는 《봄의 급류》(-急流), 《봄의 격류》(-激流)는 1926년 출판된 어니스트 헤밍웨이의 중편 소설이다. 부제는 ‘위대한 종족의 죽음을 기리는 로맨스 소설’(A in Honor of the Passing of a Great Race)이다. 헤밍웨이의 첫 장편 작품이며, 셔우드 앤더슨의 《검은 웃음소리》를 풍자하였다.

## 줄거리
미시간 북부를 배경으로 한 《봄의 분류》는 펌프 공장에서 일하는 두 남자―제1차 세계대전 참전용사 요기 존슨(Yogi Johnson)과 작가 스크립스 오닐(Scripps O'Neill)―의 이야기를 다루고 있다. 두 사람 모두 완벽한 여자를 찾고 있지만, 서로 다른 이상형을 생각하고 있다.
도서관에서 집으로 돌아온 오닐이 아내와 어린 딸이 자신을 떠난 것을 발견하고 “운명의 벽을 고치려면 많은 것이 필요하다.”라고 설명하는 것으로 시작된다. 동반자가 절실했던 오닐은  식당에서 일하던 영국인 웨이트리스 다이애나(Diana)와 친구가 되고 곧바로 청혼을 하게 된다.
다이애나는 1920년대 쓰인 오래된 삼류 소설부터 시작하여 《뉴욕 타임스 북 리뷰》에 있는 책들을 읽으면서 오닐에게 깊은 인상을 주려고 시도한다. 그러나 오닐은 다이애나를 떠나 다른 웨이트리스인 맨디에게로 떠나고, 오닐은 맨디(Mandy)가 들려주는 (아마도 지어낸 것 같은) 문학적인 일화에 매료당한다.
파리의 매춘부가 영국 장교를 위해 떠난 후 우울해진 요기 존슨은 봄이 다가오고 있지만 자신이 ‘젊은 남자의 공상을 사랑으로 바꿔 줄’ 여자를 전혀 원치 않는다는 사실에 고뇌를 겪는다. 결국 존슨은 모카신만 신은 채 식당에 들어온 아메리카 원주민 여성과 사랑에 빠지는데, 이 여성은 이야기 마지막에 친구로 사귀게 되는 두 원주민 중 한 사람의 아내였다.

## 출판
일반적으로 헤밍웨이가 출판사 보니 & 리버라이트(Boni & Liveright)와의 계약에서 벗어나기 위해 《봄의 급류》를 집필했다고 널리 알려져 있다. 보니 & 리브라이트는 헤밍웨이의 다음 세 권에 대한 우선매수청구권을 갖고 있었는데 그 중 하나는 장편 소설이어야만 했으며, 만일 세 권 중 한 권이 거절되면 계약이 해지된다는 단서를 달았다. 출판사는 《봄의 급류》를 거절하였고 이에 따라 헤밍웨이와의 계약을 취소하였다. 반면 헤밍웨이는 이 사실을 부인하며 서신에서 이 작품에 대한 애정을 표현하였다. 1926년 5월부터 7월까지 셔우드 앤더슨에게 보낸 편지에서, 첫 장편 소설을 쓰게 된 동기는 단순히 출판사와의 계약에서 벗어나기 위해서가 아니라, 동료 작가인 앤더슨에게 적당히 사정을 봐주는 것을 거부하고 그가 수준 이하의 작품에서 벗어나길 원했기 때문이었다고 밝혔다.
봄의 급류는 당대 허세를 부리는 작가들을 풍자적으로 다룬 작품이었다. 헤밍웨이는 열흘 동안 하루 평균 2,000단어씩 써야 했기 때문에 다른 작품에서 보인 것만큼 정밀한 교정에 시간을 투자할 수 없었다. 헤밍웨이는 1925년 12월 초에 원고를 제출했지만 그 달 말에 거절당했다. 1926년 1월, 스크리브너사의 맥스웰 퍼킨스는 헤밍웨이의 향후 작품과 더불어 《봄의 급류》를 출판하기로 합의했다. 《봄의 급류》는 그해 5월 스크리브너사에서 출판되었으며 초판은 1250부가 인쇄되었다.

## 한국어판 출판 내역
다음은 《봄의 분류》의 한국어판 출판 내역이다.
- 《봄의 奔流》. 번역 양병택. 휘문출판사. 1967/1968; 한영출판사. 1976.
- 《봄의 奔流》. 번역 김종운. 대양서적. 1973.
- 《봄의 奔流》. 번역 김병철. 한영출판사. 1981; 박문서관, 1982.

## 참고 문헌
- Baker, Carlos H. (1981). Ernest Hemingway: Selected Letters 1917-1961 (영어). New York: Charles Scribner's Sons. ISBN 0-684-17658-0.
- Berg, A. Scott (1979). Max Perkins: Editor of Genius. New York: Washington Square Press. ISBN 0-671-46847-2.
- Mellow, James R. (1992). Hemingway: A Life Without Consequences (영어). New York: Houghton Mifflin. ISBN 0-395-37777-3.
- Meyers, Jeffrey (1985). Hemingway: A Biography (영어). London: Macmillan. ISBN 0-333-42126-4.
- Oliver, Charles M. (1999). Ernest Hemingway A to Z: The Essential Reference to the Life and Work (영어). New York: Checkmark. ISBN 0-8160-3467-2.
- 이봉환; 변문균 (2015). “김병철의 헤밍웨이소설 번역작업의 자구 해석적 등가성의 한계”. 《현대영미어문학》 (현대영미어문학회) 33 (3).